# Автомагістраль А126 (Франція)
Автомагістраль A126 — це коротка 7 кілометрова  автомагістраль, що з’єднує Шиї-Мазарен з Палезо в департаменті Ессон. Має спільну ділянку з A10 близько 2 км.